# Красный пенни
«Кра́сный пе́нни» (англ. Penny Red) — почтовая марка стандартного типа достоинством в 1 пенни, заменившая собой в 1841 году «Чёрный пенни». Имела хождение вплоть до 1879 года.

## История
Первоначально марка печаталась при помощи тех же печатных пластин, что использовались и для печати «Чёрного пенни». Первый выпуск «Красного пенни» не имел перфорации, и марки вырезали из листов ножницами так же, как в случае «Чёрного пенни» и «Синего двухпенсовика». Впервые в экспериментальном виде зубцовка появилась в выпуске «Красного пенни» 1850 года и была окончательно принята в 1854 году.